# Sotara (kommun i Colombia)
Sotara är en kommun i Colombia.   Den ligger i departementet Cauca, i den sydvästra delen av landet, 400 km sydväst om huvudstaden Bogotá. Antalet invånare är 15 696. Arean är 518 kvadratkilometer.
Terrängen i Sotara är varierad.